# 清水美和
清水 美和（しみず よしかず、1953年 - 2012年4月10日）は、日本のジャーナリスト。東京新聞・中日新聞論説主幹。愛知県名古屋市出身。

## 略歴

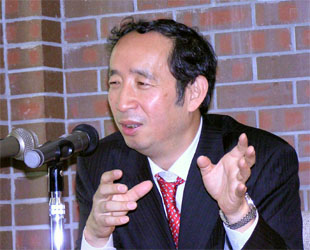
清水美和

- 1977年 京都大学経済学部卒業、中日新聞社（東京新聞）入社
- 1987年 - 1988年 北京語言学院（現・北京語言大学）に留学
- 1989年 香港特派員
- 1991年 北京特派員
- 1995年 コロンビア大学東アジア研究センター客員研究員
- 1997年 香港特派員
- 1999年 - 2001年 中国総局長
- 2002年 編集委員
- 東京新聞・中日新聞論説主幹
- 2003年アジア太平洋賞特別賞受賞
- 2007年日本記者クラブ賞受賞
- 2012年4月10日、膵臓癌のため58歳で死去[1]

## 著書
- 『中国農民の反乱　昇龍のアキレス腱』（講談社、2002）のち＋α文庫
- 『中国はなぜ「反日」になったか』（文春新書、2003）
- 『中国「新富人」支配 呑みこまれる共産党国家』（講談社、2004）のち『「人民中国」の終焉』と改題して＋α文庫
- 『「驕る日本」と闘った男――日露講和条約の舞台裏と朝河貫一』（講談社 2005）
- 『中国が「反日」を捨てる日』（講談社＋α新書、2006）
- 『「中国問題」の内幕』（ちくま新書、2008）
- 『「中国問題」の核心』（ちくま新書、2009）